# Jaisalmer (ciutat)

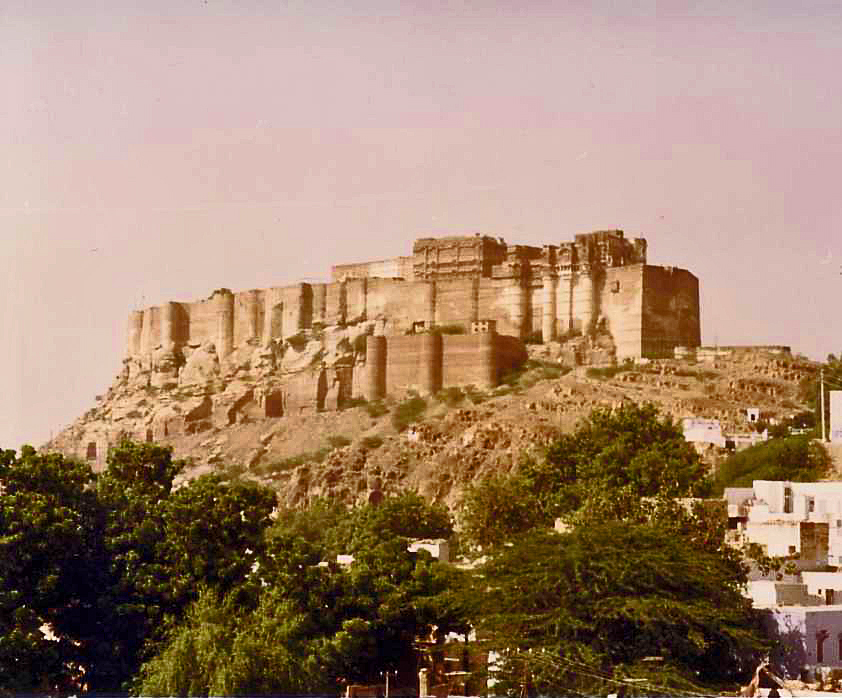
Fort de Jodhpur

Antics colors Vixnu i Devi, el superior safrà i el inferior porpra

Jaisalmer (hindi जैसलमेर, urdú: جيسلمير, sindi جيسلمير, àrab جيسلمير) coneguda com la "Ciutat Daurada" és una ciutat de l'Índia, capital del districte de Jaisalmer al Rajasthan, situada a 26° 55′ N, 70° 54′ E / 26.92°N,70.9°E en una elevació de terra arenosa grogosa coronada per una fortalesa amb el palau i diversos temples jainistes. A la vora hi ha el desert del Thar. La seva població (2001) era de 58.286 persones i és actualment (quan comença 2010) d'uns 80.000 habitants; el 1901 era de 7.137 persones. El seu nom deriva del fundador, el raja Jaisal, i vol dir Fort Alt de Jaisal.

## Història
Vegeu Jaisalmer
La majoria de la població són bhattis rajputs descendents de l'ancestre Bhatti, un destacat guerrer tribal dels rajputs jadons que vivia al Panjab, i que va emigrar cap al sud, i fundador del clan bhatti dels jadons rajputs. El territori fou part dels dominis dels Gurjara-Pratihara fins al segle xi, regit pel rei Bargujar. Deoraj, un príncep bhatti (o bhati), és considerat el fundador de la dinastia de Jaisalmer amb títol de rawal; el 1156 el rawal Jaiswal o Jaisal, sisè després de Deoraj, va fundar Jaisalmer on va establir la seva capital, abans a Lodhruva o Lodorva a uns 15 km al nord-oest de Jaisalmer (ciutat). El 1293 els khalji de Delhi van ocupar la ciutat (després de 7 anys de setge) i la van saquejar, quedant deserta per un temps; els homes de la ciutat es van matar tots abans de caure en mans de l'enemic (aquesta pràctica és coneguda com a ritu del jauhar). Alguns bhattis van emigrar a Talwandi, moderna Nankana Sahib al districte de Nankana Sahib al Panjab (Pakistan), i altres a Larkana (al Sind, Pakistan) on van agafar el nom de Bhutto. A Nankana Sahib, el clan bhatti es troba en la línia de Rai Bhoe i Rai Bular Bhatti.
Després d'això no es torna a tenir gaires notícies dels bhattis a Jaisalmer. Sota el sultà de Delhi, Firuz Shah Tughluk, en revenja per un atac dels bhattis a Anasagar (prop d'Ajmer), va atacar Jaisalmer i la va assetjar i els defensors van fer altre cop el ritu del jauhar. Els descendents de Duda Singh van governar Jaisalmer durant dos segles; un descendent, Lunakarna (inicis del segle xvi) va lluitar contra Humayun. L'emperador Akbar el Gran es va casar amb una princesa de Jaisalmer. L'estat fou després regit pel rawal Sabal Singh (1651-1661) que va obtenir el favor de Shah Jahan pels serveis que va fer en la campanya de Peshawar, i el 1651 va rebre la confirmació de la possessió del seu territori per part d'aquest emperador, en part per la intercessió del cosí del rawal, el raja Rup Singh de Kishangarh. En aquest temps el seu territori era molt més gran, ja que incloïa la totalitat del Bahawalpur i diversos districtes de Bikaner i Marwar (Jodhpur). Un segle després, amb el rawal Mulraj Sing (1762-1819) l'estat va entrar en forta decadència i va perdre molts territoris.
El 12 de desembre de 1818 es va posar sota protectorat britànic. La família reial, molt respectada, va conservar una gran influència encara després de la supressió de l'estat el 1949. Modernament la ciutat té com activitat principal el turisme.

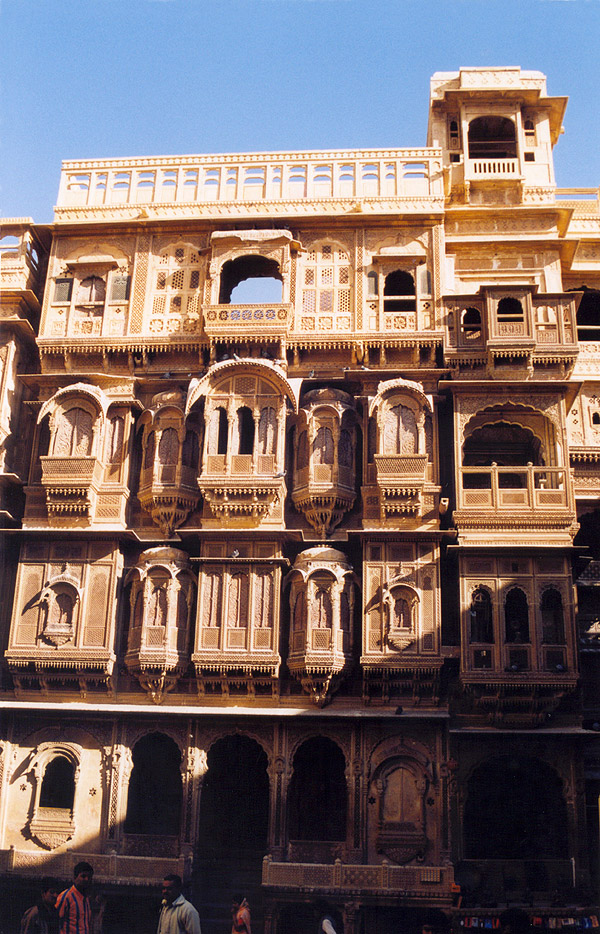
Haveli a Jaisalmer

## Llocs interessants

### Forts, palaus i havelis
- Fort de Jaisalmer, construït el 1156 pel bhat rajput Jaisal, situat al turó Trikuta. Encara unes 15.000 persones viuen al fort, dins del qual la principal atracció és el Raj Mahal (Palau Reial), el temple Laxinath i alguns temples jainistes. Hi ha també importants havelis destacant:
- Patwon-ki-Haveli, el més gran, important i elaborat
- Salim Singh-ki-Haveli, cvonstruït pel primer ministre Salim Singh el 1815
- Nathmalji-ki-Haveli, construït per un primer ministre
- Simla Haveli, del segle XVI
- Haveli Shreenath, residència del primer ministre de Jaisalmer
- Palau-haveli Shree Nath
- Mehra haveli, construït per Gopikishan Mehra, alcalde de Jaisalmer, que inicialment li va donar el nom de la seva àvia Parwati Sadan.

### Museus
- Centre de Cultura del Desert i Museu
- Museu del floklore de Jaisalmer
- Musue del Govern
- Mehra Haveli

### Altres
- Llac Gadsisar, excavat el 1367 pel rawal Gadsi Singh, amb alguns temples i capelles a l'entorn. El llac s'omple de la pluja.

### Rodalies
- Bhattiani Sati Rani
- Bada Bagh
- Amar Sagar
- Lodhruva
- Mool Sagar
- Kuldhara
- Parc Nacional del Desert
- Dunes de Sam
- Poble Khuri
- Parc de fossils de fusta d'Akal
- Bhaniyana

## Festivals
El principal és el festival del desert que es fa el gener o febrer de cada any

## Galeria

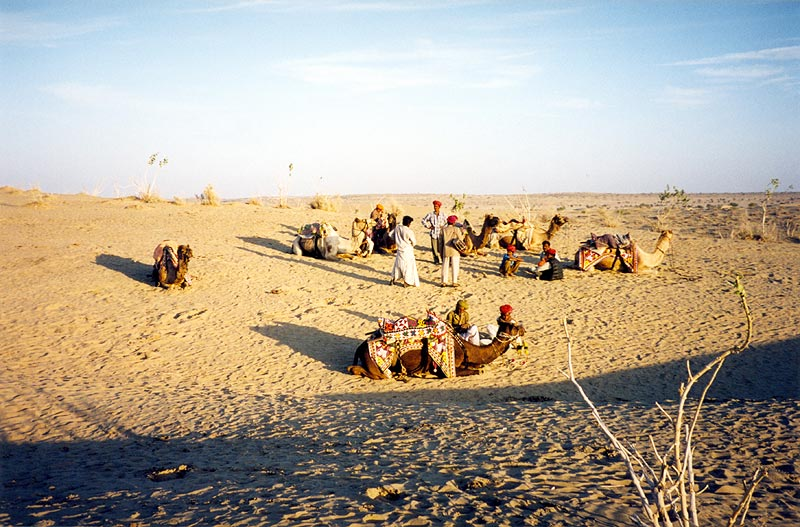
desert del Thar
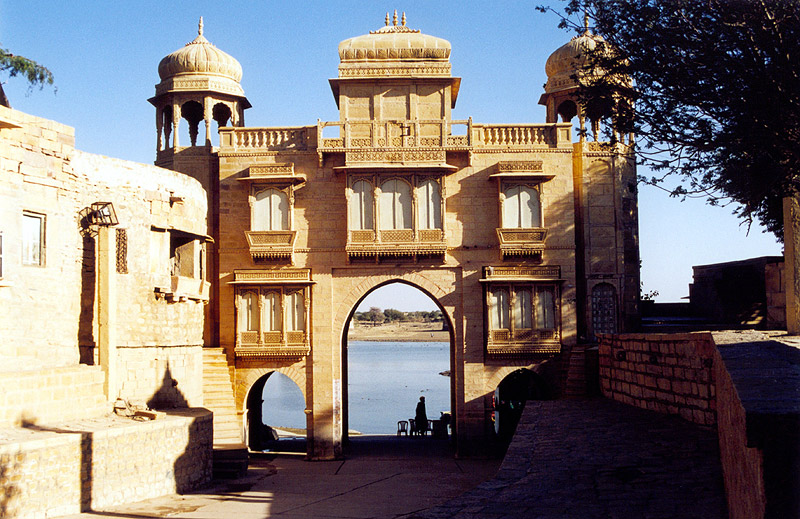
Haveli a Jaisalmer
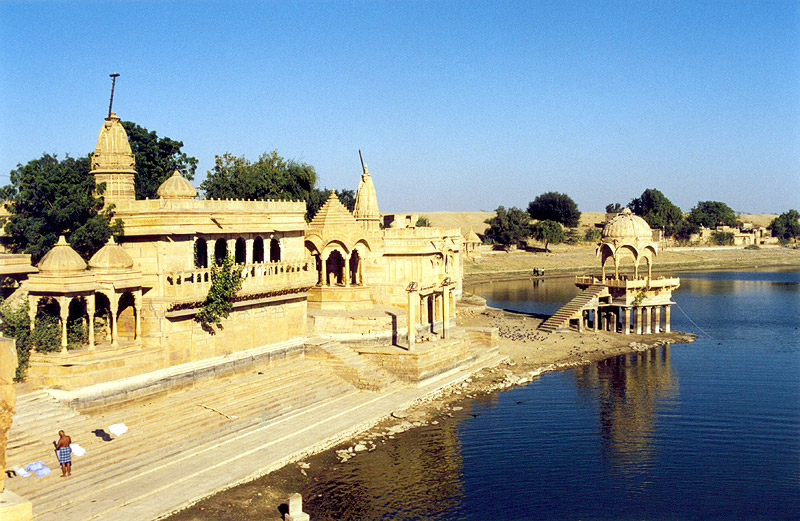
Llac
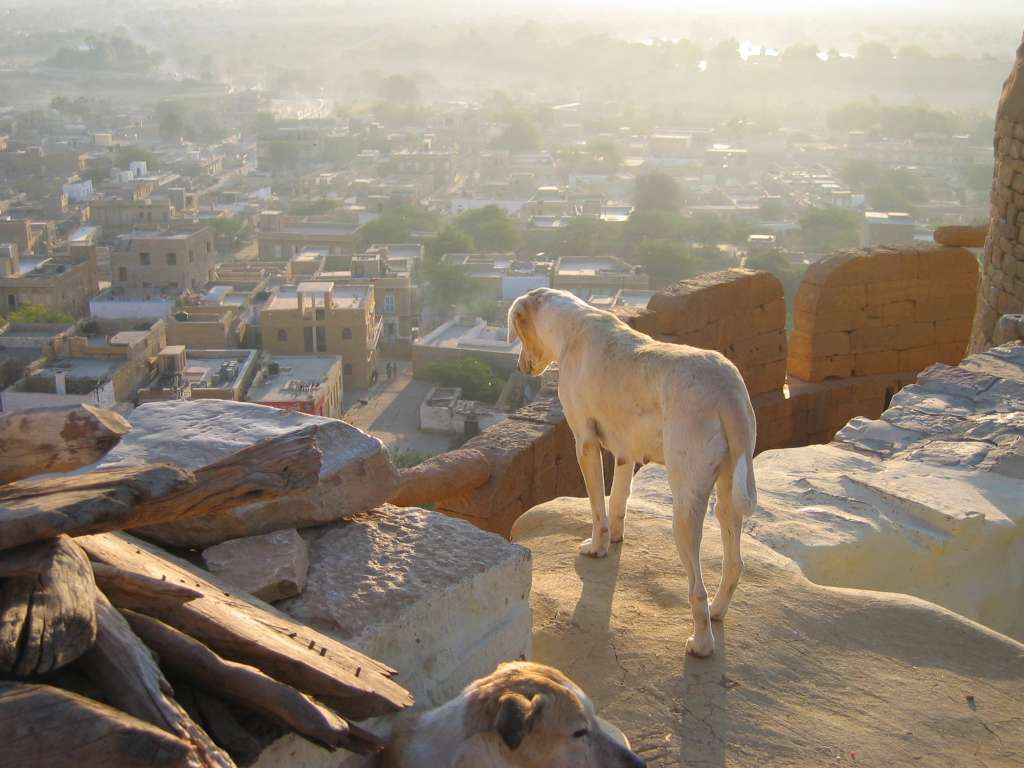
Vista de la ciutat
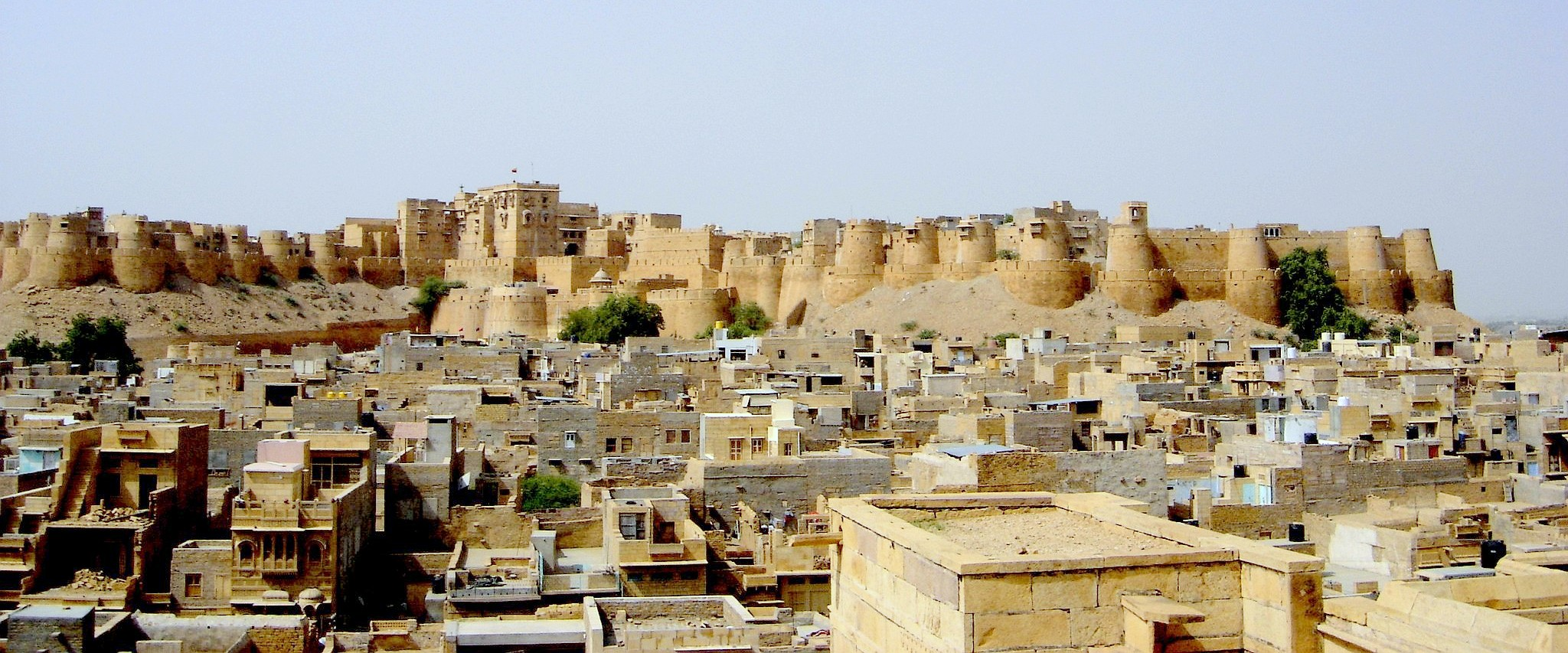
Fortalesa
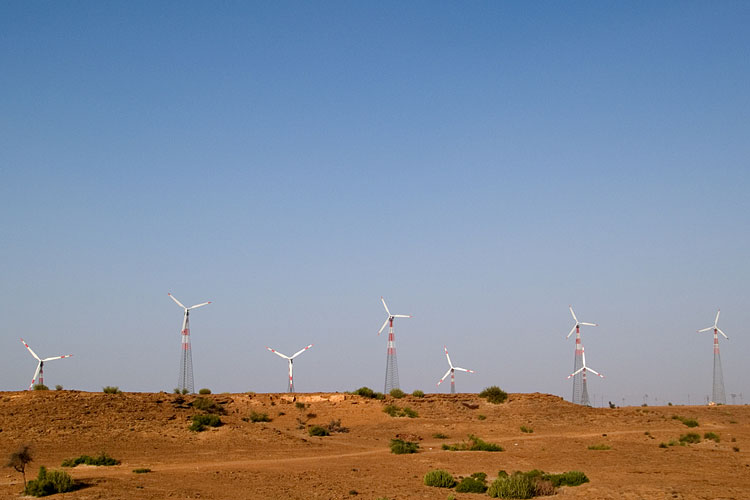
Moderns molins del vent al Thar
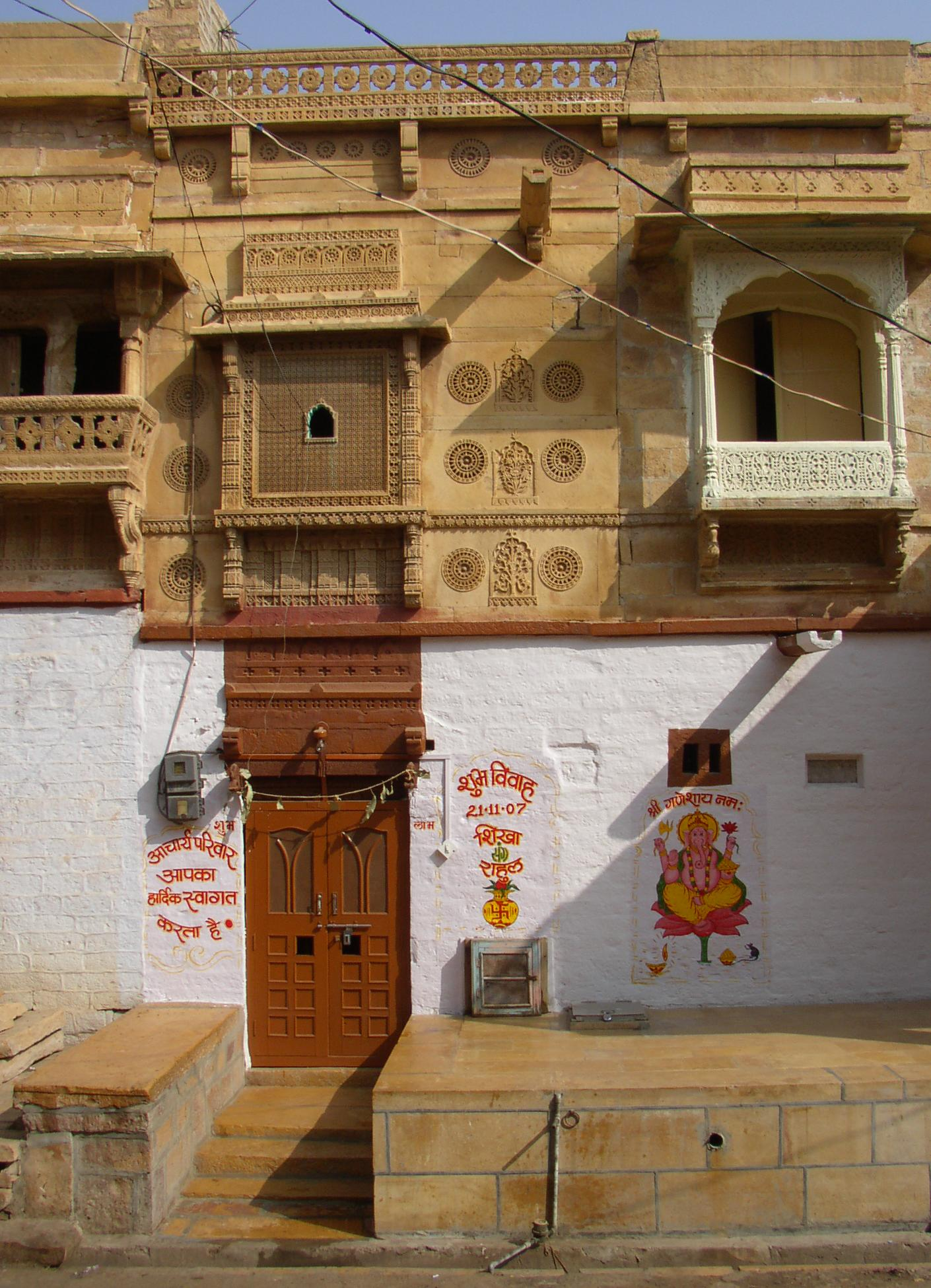
"shubh" i "labh" (haveli malñ restaurat)
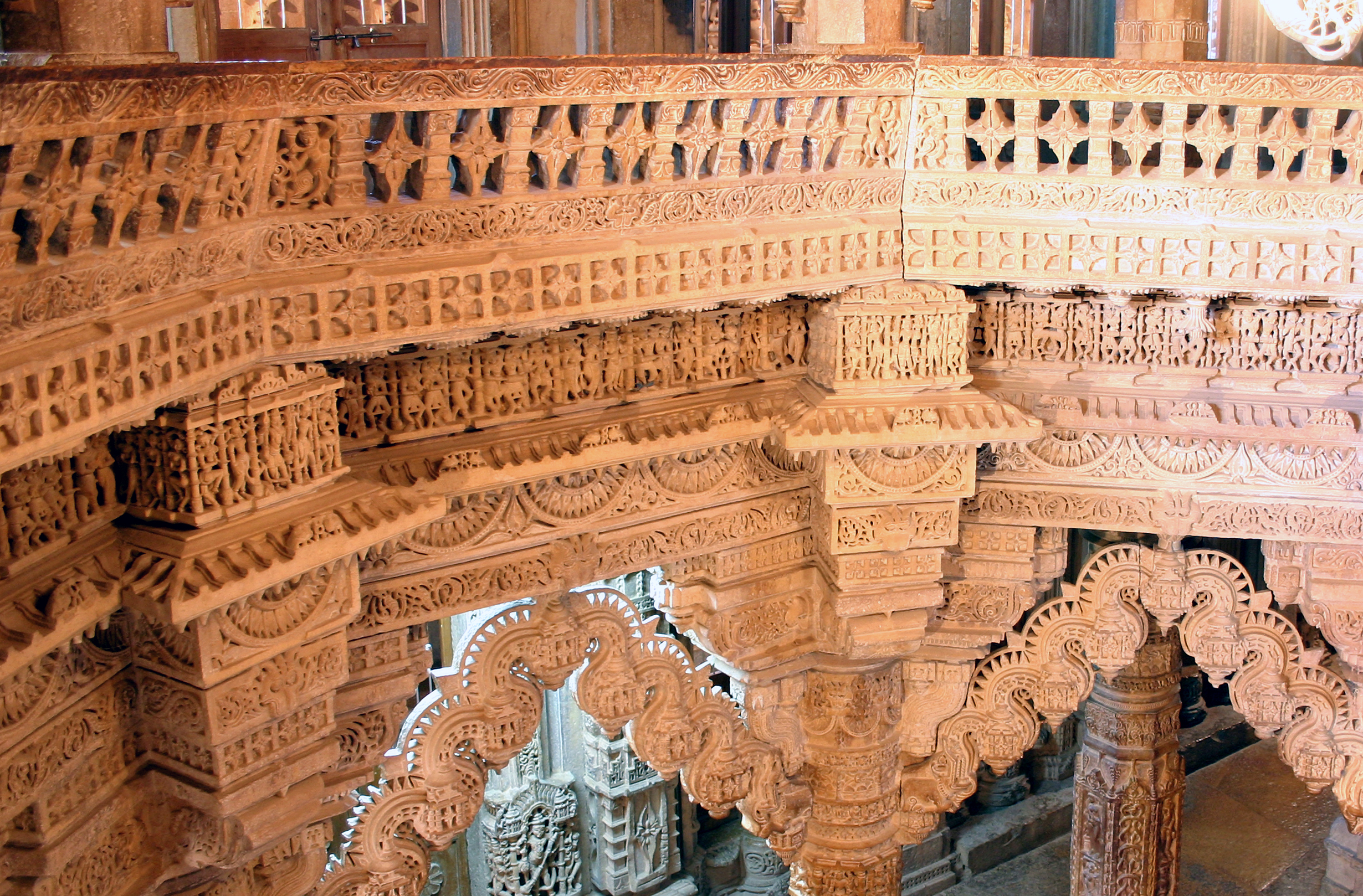
Temple jainista

## Referències

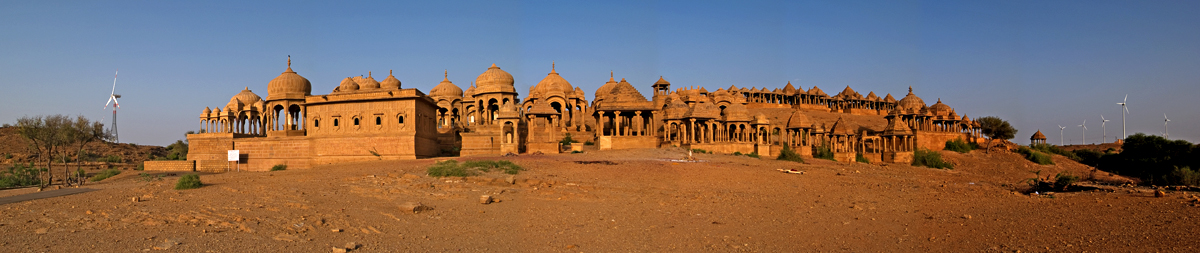
Bada Bagh, cenotafis reials, panorama al capvespre